# Antsenavolo
Antsenavolo est une commune rurale malgache située dans la région de Vatovavy.